# Castianeira majungae
Castianeira majungae là một loài nhện trong họ Corinnidae.
Loài này thuộc chi Castianeira. Castianeira majungae được Eugène Simon miêu tả năm 1896.